# Kaltenberg (Tettnang)
Kaltenberg ist ein Weiler der Stadt Tettnang im Bodenseekreis in Baden-Württemberg.

## Geschichte
Kaltenberg wurde 1428 erstmals erwähnt und gehörte damals den Grafen von Monfort.
1810 war Kaltenberg eine eigene, dem Oberamt Tettnang unterstellte politische Gemeinde. 1838 hatte die Gemeinde 756 Einwohner, welche alle katholisch waren. Es wurde neben Obst und Getreide besonders Hanf angebaut, der, zu Garn versponnen, in die Schweiz verkauft wurde. Eine eigene Pfarrei und eigene Schule hatte die Gemeinde nicht. 1853 wurden Obereisenbach, Untereisenbach und Scheiben von Liebenau nach Kaltenberg umgemeindet, worauf die Gemeinde Kaltenberg ihren Namen in Obereisenbach änderte. Umgekehrt kamen Blumenrain, Feurenmoos, Madenreute, Mühlebach und Untertennenmoos von Kaltenberg zu Liebenau.

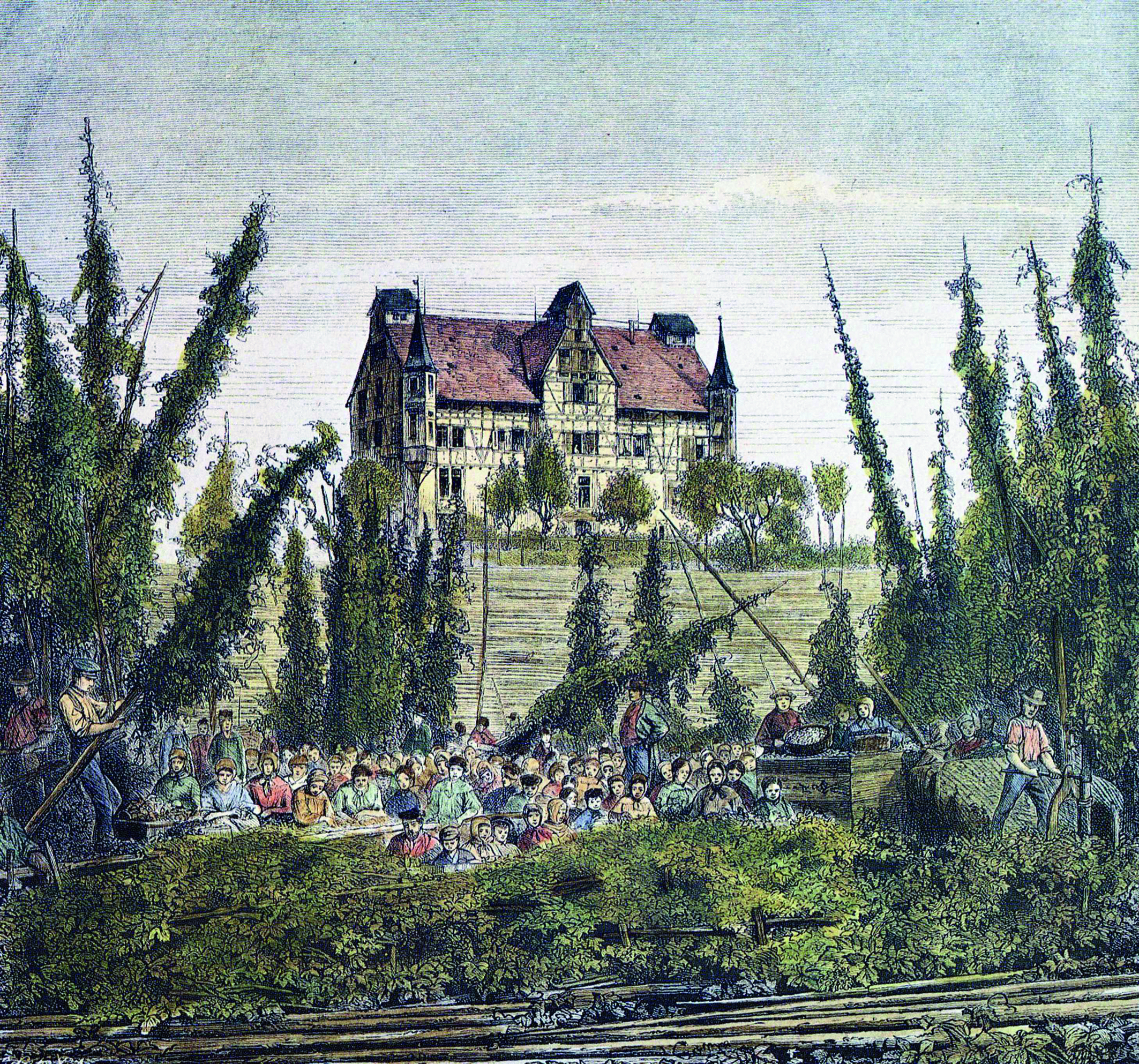
1871 hat Karl Jauslin die Ernte des damaligen Stangehopfens auf der Musteranlage von Friedrich Wirth bei Kaltenberg festgehalten

Der Stuttgarter Möbelfabrikant Israel Friedrich Wirth erwarb 1866 Kaltenberg. Dieser ließ daraufhin auf dem Gut Kaltenberg eine Musterplantage für den Hopfenanbau mit nahezu 20 ha Anbaufläche anlegen und ließ im Zuge dessen 1866/67 die Hopfenburg, ein Trockengebäude für Hopfen, errichten. Die Villa Kaltenberg entstand 1875. Wirth sorgte mit den zahlreichen Innovationen in den Anbau und die Verarbeitung von Hopfen für den Aufschwung des Hopfenanbaus in der Region rund um Tettnang. 1882 verkaufte Wirth das Gut an den Grafen von Blücher. Nach dessen Konkurs ging das Gut 1884 an den Hopfenhändler Fritz Bauer sowie 1888 an den Kaufmann Carl Oskar Adolf Adorno. Im Todesjahr von Carl Oskar Adolf Adorno 1893 übernimmt dessen Sohn Friedrich Wilhelm Franz Adolf Oscar Adorno das Gut und führt es weiter.
1937 wurde die Gemeinde Obereisenbach aufgehoben und der Weiler Kaltenberg nach Tettnang eingemeindet. Später erbte Eduard Adorno, der Großcousin von Friedrich Wilhelm Franz Adolf Oscar Adorno, das Gut in Kaltenberg. 1979 geht es an die Stiftung Liebenau. Heute wird auf dem Gut Tierschutz und Behindertenarbeit betrieben, indem hier Menschen mit Behinderung neben Wohnraum Arbeitsplätze angeboten werden, im Rahmen derer diese Pferde betreuen, die ursprünglich aus schlechten Haltungsbedingungen stammen.

## Kultur und Sehenswürdigkeiten

### Villa Kaltenberg
Das 1875 errichtete ein- bis zweigeschossige Wohnhaus verfügt über ein repräsentatives Eingangsportal, zwei spitzbogige Fenster und eine Maßwerkrosette am Nordgiebel sowie eine kulturgeschichtlich wertvolle Innenausstattung: ein gotisierender Salon, Kachelöfen und gusseiserne Wendeltreppe. Heute wird das Gebäude als Bürogebäude genutzt.

### Hopfenburg
Bei der Hopfenburg handelt es sich um einen langgestreckten, dreieinhalbstöckigen Fachwerkbau mit Satteldach, Mittelrisalit und Dreiecksgiebel sowie zwei mehrgeschossigen Eckerkern, breitem Mittelportal, dachreiterartigen Giebelhäuschen und schmalen, hochformatigen Fenstern mit Lüftungsläden. Die Pläne der 1877 fertiggestellten ehemaligen Hopfendarre stammen von N. Rapp. Nach der letzten Darrung am 9. September 1977 war das Gebäude im Wesentlichen ungenutzt. 1998 wurde der denkmalgeschützte Bau in ein Wohngebäude umgebaut.